# کارمین بیاجیو گاتی
کارمین بیاجیو گاتی (انگلیسی: Carmine Biagio Gatti؛ زادهٔ ۱۰ فوریهٔ ۱۹۸۸) بازیکن فوتبال اهل ایتالیا است.
از باشگاه‌هایی که در آن بازی کرده‌است می‌توان به باشگاه فوتبال ناپولی و باشگاه فوتبال پارما اشاره کرد.